# Riserva della biosfera di El Vizcaíno
La Riserva della biosfera di El Vizcaíno è un'area naturale protetta del Messico situata nello stato della Bassa California del Sud. 
La riserva si trova nella parte centrale della penisola di Bassa California, tra l'Oceano Pacifico ed il Golfo di California. L'area protetta comprende una superficie di oltre 22 590 km², 2 877 di questi sono superficie marina.
All'interno della riserva si trovano due lagune costiere, la laguna Ojo de Liebre situata nella parte settentrionale dell'area protetta e la laguna San Ignacio situata nella parte meridionale. Entrambe le lagune con le aree circostanti, per una superficie complessiva di 369 631 ettari, sono state iscritte nel 1993 nel Patrimonio dell'umanità dell'UNESCO con il nome di Santuario delle balene El Vizcaíno.
Sempre nel 1993 l'intera riserva è stata iscritta nel Programma sull'uomo e la biosfera ed è divenuta riserva della biosfera. Con questa qualifica l'intera area protetta fa parte del vasto sito iscritto nel 2005 nel Patrimonio dell'umanità con il nome di Isole e aree protette del Golfo di California.
Nella parte orientale della riserva, sui rilievi della Sierra de San Francisco, si trova una delle più imponenti collezioni di siti di pitture rupestri, nel 1993 l'area è stata a sua volta iscritta nel Patrimonio dell'umanità con il nome di Dipinti rupestri della Sierra de San Francisco.

## Le lagune costiere Ojo de Liebre e San Ignacio
Oltre ad essere dichiarate area protetta per i cetacei le due lagune sono anche zone umide protette dalla convenzione di Ramsar.
La laguna Ojo de Liebre è una laguna costiera salmastra caratterizzata da svariati corsi d'acqua e numerose isole, nell'area circostante si trovano dune, saline e paludi.
La laguna è uno dei luoghi di riproduzione della balena grigia, tra gli altri mammiferi presenti vi sono l'otaria della California e il delfino comune. Nell'area nidificano inoltre numerose specie di uccelli, nel 1996 vi sono state censite 94 specie, quelle più abbondanti erano il falaropo beccosottile (Phalaropus lobatus), il piro-piro occidentale  (Calidris mauri), lo svasso piccolo (Podiceps nigricollis), la pittima marmoreggiata (Limosa fedoa) e l'oca colombaccio (Branta bernicla).
Anche la laguna San Ignacio è situata sulla costa occidentale in un'area molto arida, la laguna è circondata da zone umide pianeggianti, anche questa laguna è un'importante zona di riproduzione della balena grigia, nei mesi invernali se ne contano 300/400 esemplari. Tra gli altri mammiferi l'otaria della California e l'elefante marino settentrionale. Nella laguna si trova la foresta di mangrovie più settentrionale del continente americano. Uno studio del 1994 ha censito la presenza di 107 specie di uccelli, alcune delle quali classificate come rare.

## I dipinti rupestri
Nell'epoca compresa tra il 100 AC e il 1300 DC la Sierra de San Francisco era abitata dai Cochimí, una popolazione di cacciatori e raccoglitori della quale rimane traccia nei resoconti degli esploratori dell'epoca e dei missionari gesuiti. I missionari gesuiti furono i primi, intorno al 1750, a descrivere i dipinti rupestri, un'accurata descrizione venne fatta da Francesco Saverio Clavigero nella sua Historia de la Antigua o Baja California del 1789. I Cochimì negarono di essere gli autori e attribuirono i dipinti ad una popolazione di giganti venuti da nord ormai estinta.
Il quantitativo di pitture rupestri e petroglifi presenti nella Sierra de San Francisco si contraddistingue per numero e per la buona conservazione, si sono infatti conservati sorprendentemente bene sia per merito del clima arido sia per l'inaccessibilità dei luoghi. In un'area di oltre 182.600 ettari si trovano più di 400 siti con dipinti e incisioni rupestri.
Sulle pareti e sui soffitti di caverne e pareti di roccia sono rappresentate figure umane di uomini, donne e bambini e numerose specie animali con grande dettaglio e ricchezza di colori. Numerosi anche i motivi astratti e le rappresentazioni di armi e scene di caccia o di guerra.